# Ensoniq

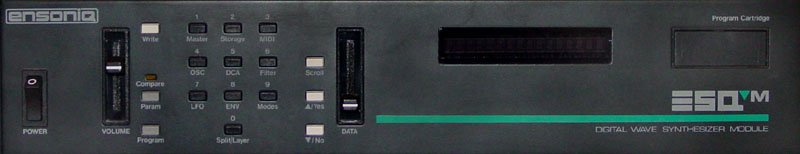
En Ensoniq ESQ i rackutförande

Ensoniq var ett amerikanskt företag som tillverkade synthesizers och ljudkort till persondatorer.
Företaget startades år 1981 av en grupp avhoppade ingenjörer från Commodore som tidigare medverkade i utvecklandet av SID-kretsen. Namnet var inledningsvis Peripheral Visions. Ensoniq var det första företaget som använde VLSI-chip i ett musikinstrument för konsumentbruk. Deras första produkt var samplern Mirage. 
Apple Computer använde ljudkretsar tillverkade av Ensoniq till sin Apple IIGS. På grund av ett avtal mellan Apple Computer och Apple Records var detta under lång tid den enda dator tillverkad av Apple Computer som använde dedikerade ljudkretsar. 
Numera är Ensoniq ett varumärke ägt av Creative Technology Ltd tillsammans med ett varumärke för en annan samplerpionjär E-mu Systems.

## Produkter i urval
- ASR-10
- ESQ-1